# ヘイク (潜水艦)
ヘイク (USS Hake, SS/AGSS-256) は、アメリカ海軍の潜水艦。ガトー級潜水艦の一隻。艦名はタラ目、メルルーサの総称に因む。

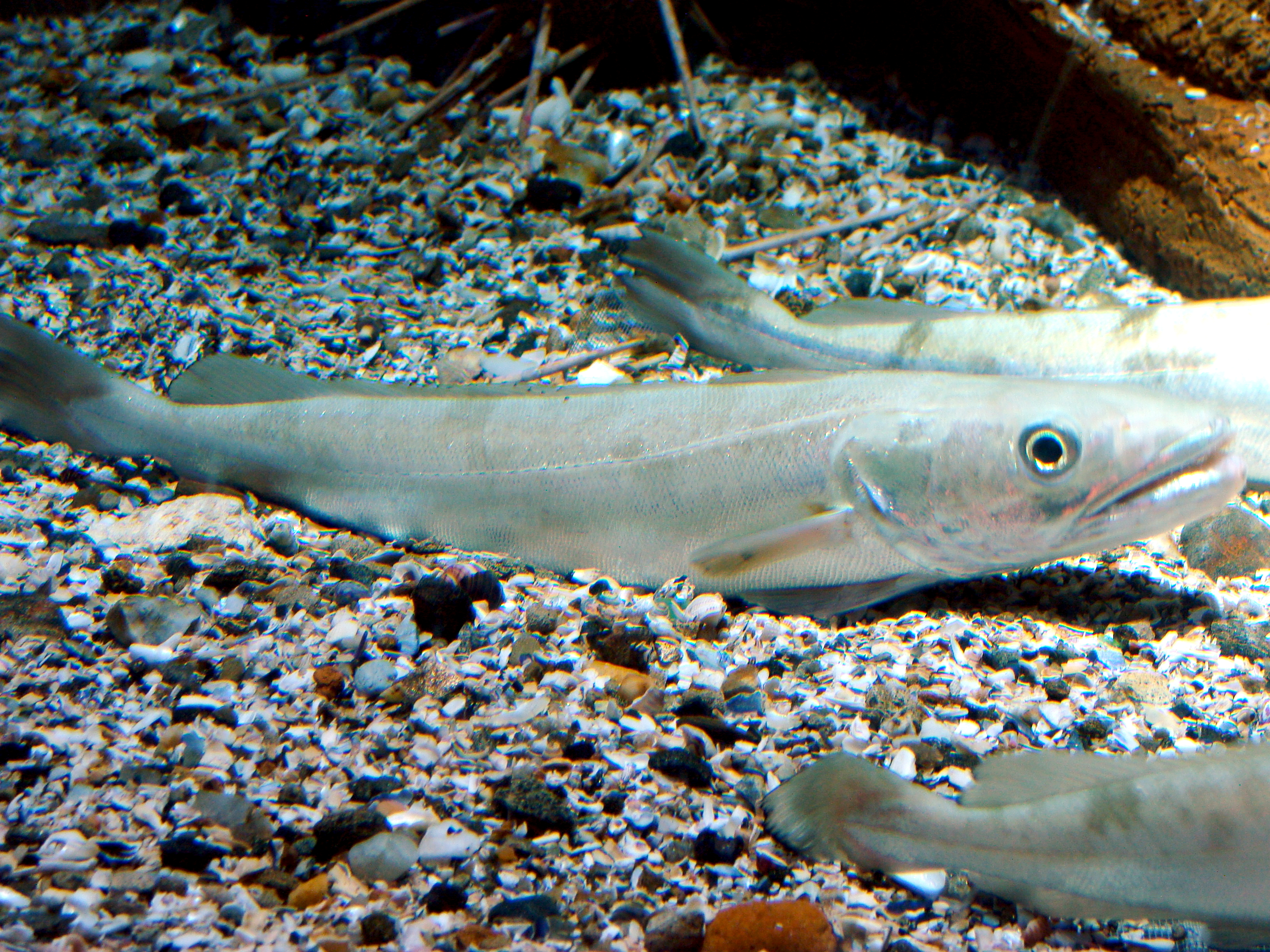
ヨーロピアン・ヘイク（European hake）

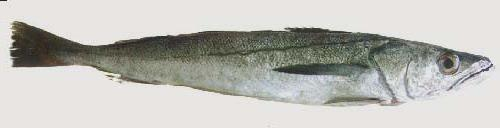
サウスパシフィック・ヘイク（South Pacific hake）

## 艦歴
「ヘイク」はコネチカット州グロトンのエレクトリック・ボート社で起工する。1942年7月17日にマルサ・フレッチャー（フランク・J・フレッチャー提督の妻）によって進水し、艦長ジョン・C・ブローチ少佐（アナポリス1927年組）の指揮下1942年10月30日に就役する。就役後間もなくニューロンドンを出航し整調を行った。

### 大西洋での第1、第2の哨戒 1943年4月 - 7月
1943年4月8日、「ヘイク」は最初の哨戒で大西洋に向かった。この哨戒での任務は、大西洋においてドイツのUボートを警戒、探索、攻撃を行うことであった。ブロック島近海で訓練を行った後、3カ所の海域で哨戒を行った。しかしながら敵とは1度も遭遇することはなかった。4月29日、23日間の行動を終えてスコットランドのロスネースに帰投した。
5月17日、「ヘイク」は2回目の哨戒でアゾレス諸島方面に向かった。しかし、トリムの調子が思わしくなく、引き返して修理を行った後、5月27日に再出撃した。この哨戒でも、アゾレス諸島方面での対潜哨戒に当たったが、6月20日に病院船を発見した他は、ほとんど接触することはなかった。「ヘイク」は7月1日午後を期してニューロンドンに針路を向けた。7月17日、51日間の行動を終えてニューロンドンに帰投した。
その後、「ヘイク」は太平洋艦隊に転属して太平洋戦線に投入されることとなった。ニューロンドンを1943年8月25日に出航し、パナマ運河を経由してサンディエゴに向かい、カリフォルニア州沖で訓練を行う。また、10月1日から12月5日までメア・アイランド海軍造船所でオーバーホールを行い、旧式でトラブルが多く信頼性に欠けていたH.O.R.エンジンを、本来搭載されるGM社製278A16気筒エンジンに換装した。オーバーホール終了翌日の12月6日に太平洋に出航し、12月13日に真珠湾に到着して弾薬の補給を行い、次期哨戒の準備にあたった。

### 第3、第4の哨戒 1943年12月 - 1944年4月
12月27日、「ヘイク」は3回目の哨戒でルソン島、ミンダナオ島、ハルマヘラ島方面に向かった。1944年1月7日、東側から南鳥島に接近し、写真偵察を実施する。1月12日午前、沖大東島近海でパラオから日本に向かう、「うすりい丸（大阪商船、6,385トン）級」貨客船に仮定された陸軍特殊船「にぎつ丸」（日本海運、9,547トン）と駆逐艦「天霧」からなるフ901船団を発見。追跡ののち、北緯23度15分 東経132度51分 / 北緯23.250度 東経132.850度の地点にいたったところで、「にぎつ丸」に対して魚雷を4本発射し、2本を命中させて撃沈。攻撃直後からの「天霧」の反撃をかわし、逆に魚雷を2本発射したが命中しなかった。その後、「ヘイク」はルソン島東岸部を南下してミンダナオ島南方、ダバオ近海に移動した。1月24日には、北緯07度10分 東経126度57分 / 北緯7.167度 東経126.950度のダバオ湾口でタンカーと中型輸送船、2隻の護衛艦を発見し、魚雷を3本発射してタンカーに1本が命中したと判断された。しかし、攻撃直後に爆雷攻撃を受けて損傷した。1月26日の夜、北緯05度50分 東経126度00分 / 北緯5.833度 東経126.000度のミンダナオ島サンアウグスティン岬沖で、船首にご丁寧にも日の丸を描いた250トン級サンパンを発見し、浮上砲戦により破壊された。2月1日未明、北緯01度32分 東経128度50分 / 北緯1.533度 東経128.833度のハルマヘラ島ガムチャカ岬沖で、「第10号掃海特務艇」と敷設艦「蒼鷹」が護衛するA船団を発見。「ヘイク」は3隻の輸送船に対し魚雷を6本発射し、2時25分ごろに輸送船「たこま丸」（大阪商船、5,772トン）の右舷船倉に2本が命中し3時15分に沈没、残りの魚雷は輸送船「南華丸」（東海汽船、4,065トン）に向かい、「南華丸」は向かってきた3本の魚雷のうち2本は回避したが、1本が右舷中央部に命中して3時49分に沈没していった。護衛艦による反撃は行われなかった。2月10日にも北緯01度58分 東経129度14分 / 北緯1.967度 東経129.233度のハルマヘラ島近海で4隻の輸送船団を発見し、魚雷を4本発射して1本が4,000トン級輸送船に命中したと判断された。2月13日には南緯04度37分 東経125度26分 / 南緯4.617度 東経125.433度の地点で40フィートの15トン級小型船を撃沈。2月20日、55日間の行動を終えてフリーマントルに帰投した。
3月18日、「ヘイク」は4回目の哨戒で南シナ海に向かった。3月27日午後、南緯03度53分 東経109度42分 / 南緯3.883度 東経109.700度のボルネオ南西部で護衛なしで航行中のタンカー「山水丸」（山下汽船、5,155トン）を発見し、魚雷を5本発射して2本を命中させ、さらに浮上して砲撃し撃沈した。4月2日未明には、北緯01度58分 東経106度15分 / 北緯1.967度 東経106.250度のアナンバス諸島南方海域で、5隻の輸送船と2隻の護衛艦からなるヒ55船団を発見。二度にわたって魚雷を計10本発射し、タンカー「たらかん丸」（三菱汽船、5,135トン）に3本が命中。「たらかん丸」は魚雷命中により船体前半部が切断したが沈没せず、そのままシンガポールに入港した。4月3日には北緯03度20分 東経108度34分 / 北緯3.333度 東経108.567度の地点で2隻の「利根型重巡洋艦」と2隻の駆逐艦を発見し、先頭の「重巡洋艦」に対して魚雷を4本発射し、1本が命中したと判定された。爆雷攻撃が収まるのを待って浮上すると、約2時間後には「翔鶴型航空母艦」と2隻の駆逐艦を発見。こちらは攻撃させる隙を与えなかった。4月8日夜、ヘイクは北緯03度16分 東経108度49分 / 北緯3.267度 東経108.817度の地点で4隻の巡洋艦と5隻の駆逐艦からなる艦隊を発見し戦闘配置を令して追跡したが、相手は高速で航行していたため振り切られた。4月30日、42日間の行動を終えてフリーマントルに帰投した。

### 第5、第6の哨戒 1944年5月 - 9月

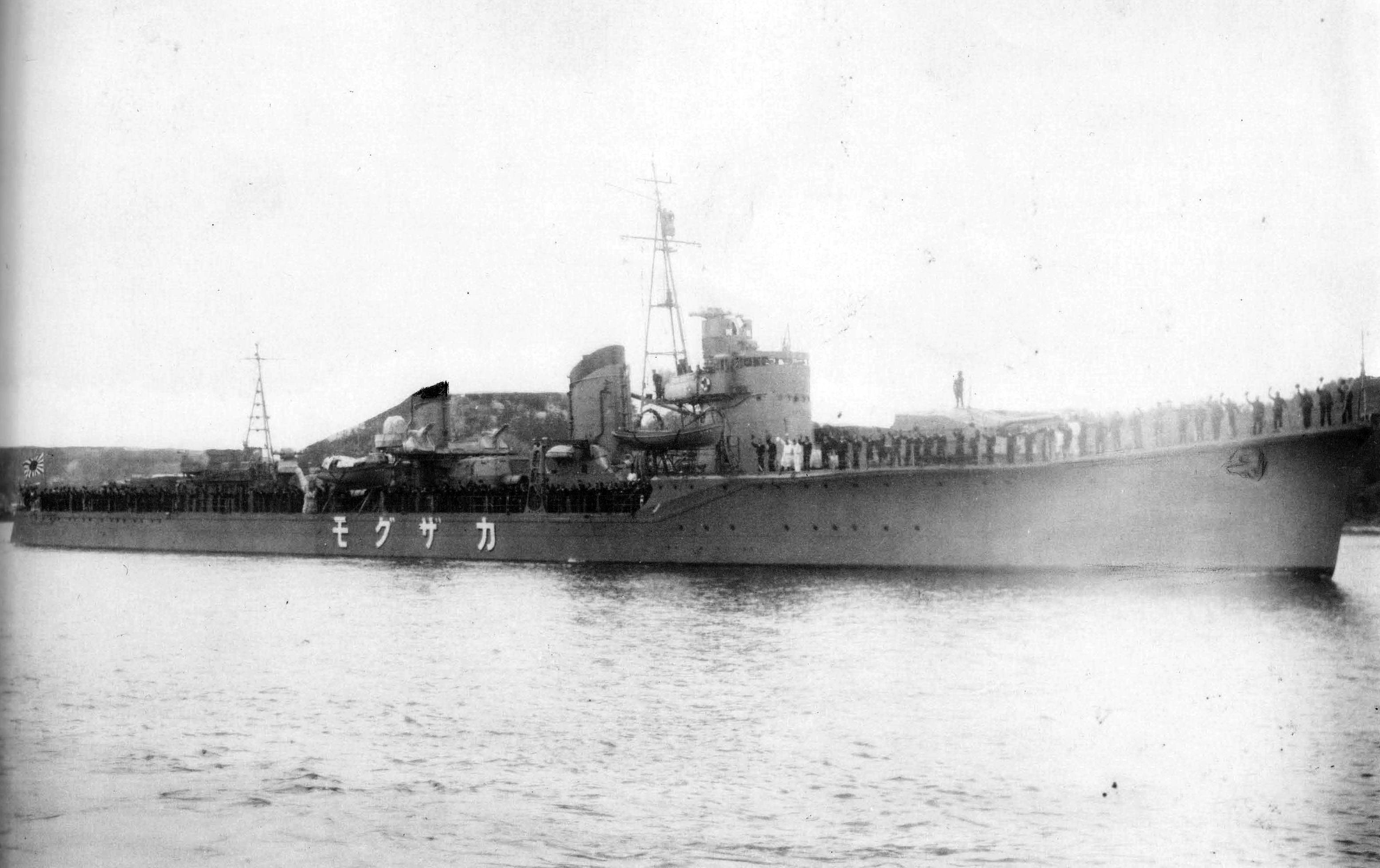
駆逐艦「風雲」

5月23日、「ヘイク」は5回目の哨戒でミンダナオ島方面に向かった。この哨戒ではタンカーへの攻撃と日本艦隊に対する警戒、動向の察知に重きが置かれた。6月8日未明、北緯06度03分 東経125度57分 / 北緯6.050度 東経125.950度のサンアウグスティン岬沖でレーダーにより2つの目標を探知。これと相前後して、ビアク島救援の渾作戦の支援に向かう戦艦「扶桑」、重巡洋艦「妙高」「羽黒」の護衛に就いていた駆逐艦「風雲」は、「潜水艦からの反響音」を探知したため「扶桑」らと分離して爆雷を3個投下し、「扶桑」らに合流しようと高速で航行中だった。「ヘイク」は魚雷を6本発射し、魚雷は「風雲」の左舷中央部と後部に命中して搭載していた魚雷が誘爆を起こして沈没した。6月13日朝にも北緯06度29分 東経125度42分 / 北緯6.483度 東経125.700度の地点で2隻の「桃型駆逐艦」を探知し、魚雷を4本発射したが回避された。6月16日、「ヘイク」は北緯06度13分 東経126度06分 / 北緯6.217度 東経126.100度の地点でタンカーおよび3隻の駆逐艦と対峙し、魚雷を6本発射してタンカーに魚雷が2本命中したと判定される。翌6月17日、北緯06度10分 東経126度18分 / 北緯6.167度 東経126.300度の地点で輸送船団を発見し、魚雷を4本発射。魚雷は輸送船「錦州丸」（大連汽船、5,591トン）に命中してこれを撃沈した。6月20日にも北緯05度36分 東経125度17分 / 北緯5.600度 東経125.283度のミンダナオ島サランガーニ海峡でサンボアンガからダバオに向かっていた輸送船団を発見し、魚雷を4本発射。魚雷は2本が輸送船「日美丸」（日産汽船、5,875トン）に命中して撃沈した。6月25日にダーウィンに寄港して魚雷を補給ののち、翌8月26日に出撃してケンダリ方面を行動した。7月11日、50日間の行動を終えてフリーマントルに帰投。艦長がフランク・E・ヘイラー少佐（アナポリス1936年組）に代わった。
8月5日、「ヘイク」は6回目の哨戒でハッド (USS Haddo, SS-255) 、ハーダー (USS Harder, SS-257) とともにウルフパックを組んで南シナ海、ルソン島方面に向かった。計画では、マニラ湾やルソン海峡と、その周辺を哨戒する予定だった。しかし「ヘイク」は8月9日に潜航機能のトラブルによりダーウィンに寄港し、8月13日に再出撃。ウルフパックは8月21日にミ12船団を攻撃して大なる戦果を挙げたが、「ヘイク」は離れたところにいたため攻撃に参加しなかった。8月23日、「ハッド」が搭載魚雷の使い果たしによる補給のため、前進基地のミオス・ウンディ島に戻るのと入れ替わるように、再び「ハーダー」とともに行動することとなった。8月24日朝4時53分、「ヘイク」は潜航を開始し、「ハーダー」はヘイクの南4,000mにいた。「ヘイク」は2つの探信音を探知し、その方向に潜望鏡を向け2隻の艦艇を発見した。最初、2隻を「軽巡洋艦と駆逐艦」と判断したが、すぐ「掃海艇とタイ駆逐艦『プラ・ルアン』」と訂正した。「ヘイク」が言う所の「掃海艇」は「第22号海防艦」であり、「プラ・ルアン」は「第102号哨戒艇」だった。この2隻は、前日にハッドの攻撃で駆逐艦「朝風」を撃沈されて「裸」になったままダソル湾の奥深くに避難していたタンカー「二洋丸」（浅野物産、10,022トン）をマニラに誘導するために差し向けられたものだった。6時47分、「ヘイク」は自己の潜望鏡の前方視野に「ハーダー」の潜望鏡を捉えた。その距離はわずかに600メートルであり、その地点は北緯15度43分 東経149度43分 / 北緯15.717度 東経149.717度であった。「ヘイク」は時々、日本側がソナーによって探査している様子をうかがったが、目標が複数あってどちらを攻撃するか決めかねている様子と判断した。やがて、探知されてメインターゲットにされたと感じ、深深度潜航で西方に避退していった。一方、「ハーダー」は避退せず「第22号海防艦」に向けて魚雷3本を発射したが、全て巧みに交わされて7時28分ごろに猛烈な爆雷攻撃を受けて撃沈された。「ヘイク」はこの時4kmも西方に離れていたが、「ハーダー」のいるあたりから15発もの爆雷の爆発音を聴取し、一連の攻撃が終わった後、「ヘイク」は「ハーダー」から何の応答も得られなかった。8月30日、北緯16度00分 東経119度43分 / 北緯16.000度 東経119.717度の地点で中型輸送船を発見し、魚雷を6本発射したが命中しなかった。9月6日には北緯16度19分 東経119度44分 / 北緯16.317度 東経119.733度のボリナオ沖でミ15船団を発見し、魚雷を3本発射して「朝潮型駆逐艦」に1本命中させたと報告した。9月24日、50日間の行動を終えてフリーマントルに帰投した。

### 第7、第8、第9の哨戒 1944年10月 - 1945年8月
10月20日、「ヘイク」は7回目の哨戒でグロウラー (USS Growler, SS-215) 、ハードヘッド (USS Hardhead, SS-365) とウルフパックを構成しルソン島方面に向かった。11月6日、「ヘイク」は北緯14度15分 東経119度15分 / 北緯14.250度 東経119.250度の地点で3隻の「初春型駆逐艦」を発見して魚雷を4本発射したが、命中しなかった。翌11月7日、ミンドロ島とカラミアン諸島ブスアンガ島の間の海域で「グロウラー」のレーダーが輸送船団を探知し、「ヘイク」と「ハードヘッド」に絶好の攻撃ポジションをとるよう指示した。両艦は「グロウラー」と反対側から浮上状態のまま船団に接近して行き、2時32分「グロウラー」は「ハードヘッド」へ「右側から攻撃すべきだ」と指令を出した。「ハードヘッド」は3時59分に特設運送船（給油）「萬栄丸」（日東汽船、5,226トン）に魚雷を4本命中させて撃沈するも、直後の4時2分から5時間近く制圧を受け、「ヘイク」も「ハードヘッド」同様に16時間制圧されて浮上できなかった。潜航中、「ヘイク」では得体の知れない爆発音を何度も聴取した。14時55分に「ハードヘッド」が浮上したのに続いて、「ヘイク」も夜にようやく浮上して「ハードヘッド」と交信した。続いて2隻で「グロウラー」のいたと思われる付近を潜行したが、何も見つけることはできなかった。捜索は3日にわたって行われたが徒労に終わった。11月18日、「ヘイク」はコレヒドール島沖でマニラに向かう軽巡洋艦「五十鈴」を発見したが、攻撃しそびれた。翌11月19日、北緯14度21分 東経119度37分 / 北緯14.350度 東経119.617度の地点でマニラから出てきた「五十鈴」を発見し、魚雷を6本発射した。「五十鈴」は事前にジグザグ航行で対潜警戒を行っていたものの、1本が艦尾に命中して操舵室が亡失し舵も吹き飛んでしまった。その後、「ヘイク」はパナイ島沖での特別任務に派遣される。12月5日、乗機を撃墜された29名のアメリカ軍パイロットを保護していたフィリピンのゲリラと接触し、武器弾薬や食糧と交換にパイロットを収容し、オーストラリアに向かった。12月16日、57日間の行動を終えてフリーマントルに帰投した。
1945年1月12日、「ヘイク」は8回目の哨戒で南シナ海に向かった。2月3日夜、北緯12度54分 東経109度32分 / 北緯12.900度 東経109.533度の地点で夜間浮上攻撃を行い、船種不詳の目標に対して魚雷を4本発射したが命中しなかった。2月10日には北緯13度31分 東経109度30分 / 北緯13.517度 東経109.500度の地点で病院船「氷川丸」（日本郵船、11,622トン）を目撃した。3月1日から3月3日まではサイパン島タナパグ港に寄港。3月13日、「ヘイク」は61日間の行動を終えて真珠湾に帰投。サンフランシスコに回航され、メア・アイランド海軍造船所でオーバーホールに入った。オーバーホールを終えると、7月20日に真珠湾を出港してタナパグ港に回航された。
8月8日、「ヘイク」は9回目の哨戒で日本近海に向かった。ヘイクは第38任務部隊（ジョン・S・マケイン・シニア中将）搭載機やB-29、P-51などの救助任務を担当し、洋上で終戦を迎えた。日本の降伏後、9月2日に東京湾のミズーリ (USS Missouri, BB-63) 艦上で行われた降伏文書調印式に、12隻の潜水艦の内の1隻として参列した。降伏調印式典参加の後、「ヘイク」は9月12日に49日間の行動を終えて真珠湾に帰投した。

### 戦後
真珠湾に帰投した「ヘイク」はパナマ運河を経由してニューロンドンへ帰還する。ニューロンドンで1946年7月13日に退役し予備役艦隊入りする。1956年10月15日に現役復帰し、ペンシルベニア州フィラデルフィアの第4海軍区の訓練艦としての任務に就く。1962年11月6日には AGSS-256（調査潜水艦）へ艦種変更される。その後もフィラデルフィアで予備役兵の訓練任務に従事し、1967年3月1日に除籍、1972年12月5日に売却処分された。
「ヘイク」は第二次世界大戦の戦功で7個の従軍星章を受章した。また、第3回から第7回までの哨戒が成功として記録された。